# Tignes
Tignes es una comuna francesa situada en el departamento de Saboya, en la región Auvernia-Ródano-Alpes.

## Geografía
Está en la zona más oriental del departamento, justo al lado de la frontera. Está a una altitud entre 1.440 m y 3.747 m a lo largo de 81 km. Es conocida por su estación de esquí.

### Grand Motte
Debido a la presencia del glaciar "Grande Motte", en Tignes se puede esquiar durante todo el año. Sin embargo, el nivel de hielo del glaciar ha ido descendiendo durante los últimos decenios teniendo que cerrar, actualmente, unas semanas al año. En 2005 el glaciar se ha reducido alrededor de 25 metros en comparación con la medición de 1982. Parece probable que el glaciar será dividido en dos por los espolones de roca que están empezando a ser visibles.

### Poblaciones
Tignes abarca las poblaciones de Tignes (1 800 m), Le Lavachet (2 050 m), Les Boisses (1 850 m), Les Brévières (1 550 m), Tignes-le-Lac (2 100 m) y Val Claret (2 150 m).
Les Boisses y Les Brevieres están en el valle, por encima y por debajo de la presa. Les Brévières es el único pueblo realmente antiguo, pero todos los demás se han creado como parte de la construcción y desarrollo de las importantes estaciones de esquí de la zona.

## Demografía
| 425 | 901 | 1 412 | 1 486 | 2 005 | 2 220 | 2 169 | 2 569 |
| Para los censos de 1962 a 1999 la población legal corresponde a la población sin duplicidades (Fuente: INSEE [Consultar]) |     |       |       |       |       |       |       |

## Deportes

### Esquí
La principal actividad económica de la zona se centra en el aprovechamiento de los recursos naturales de la comuna con equipamientos específicos para los distintos deportes de nieve.
Los inicios de la construcción de la estación de ski se remontan después de la pérdida del antiguo pueblo, cuando se decidió desarrollar la estación cerca del mayor lago (Le Lac), cerca el glaciar de la Grand Motte. Los telesillas STGM son de 6 u 8 huecos para descongestionar las colas que años tras año siguen aumentando. En el tren (funicular) de la Grand Motte se accede casi a lo más alto de la estación en aproximadamente diez minutos. Después es necesario coger un teleférico para acceder a lo más alto. Desde allí se tiene acceso a cualquier pista del sector de Tignes.

### Tour de Francia
El ascenso desde Sainte-Foy-Tarentaise a la meta ubicada en el lago es de unos 17,9 km de largo, con un desnivel del 5,5%.
| Año                  | Etapa | Categoría | Ganador de la Etapa | Maillot amarillo  |
| -------------------- | ----- | --------- | ------------------- | ----------------- |
| Tour de Francia 2007 | 8     | 1         | Michael Rasmussen   | Michael Rasmussen |
| Tour de Francia 2020 | 9     | 1         | Ben O'Connor        | Tadej Pogačar     |